# Ischnopopillia fuscicollis
Ischnopopillia fuscicollis är en skalbaggsart som beskrevs av Machatschke 1975. Ischnopopillia fuscicollis ingår i släktet Ischnopopillia och familjen Rutelidae. Inga underarter finns listade i Catalogue of Life.